# آنتن (کلرادو)
آنتن (به انگلیسی: Anton) یک منطقهٔ مسکونی در ایالات متحده آمریکا است که در شهرستان واشینگتن، کلرادو واقع شده‌است. آنتن ۱٬۴۸۴٫۰۹ متر بالاتر از سطح دریا واقع شده‌است.